# كأس نيوزيلندا 2007
كأس نيوزيلندا 2007 (بالإنجليزية: 2007 Chatham Cup)‏ هو موسم من كأس نيوزيلندا. فاز فيه سنترال يونايتد.